# De Heibergske Samlinger

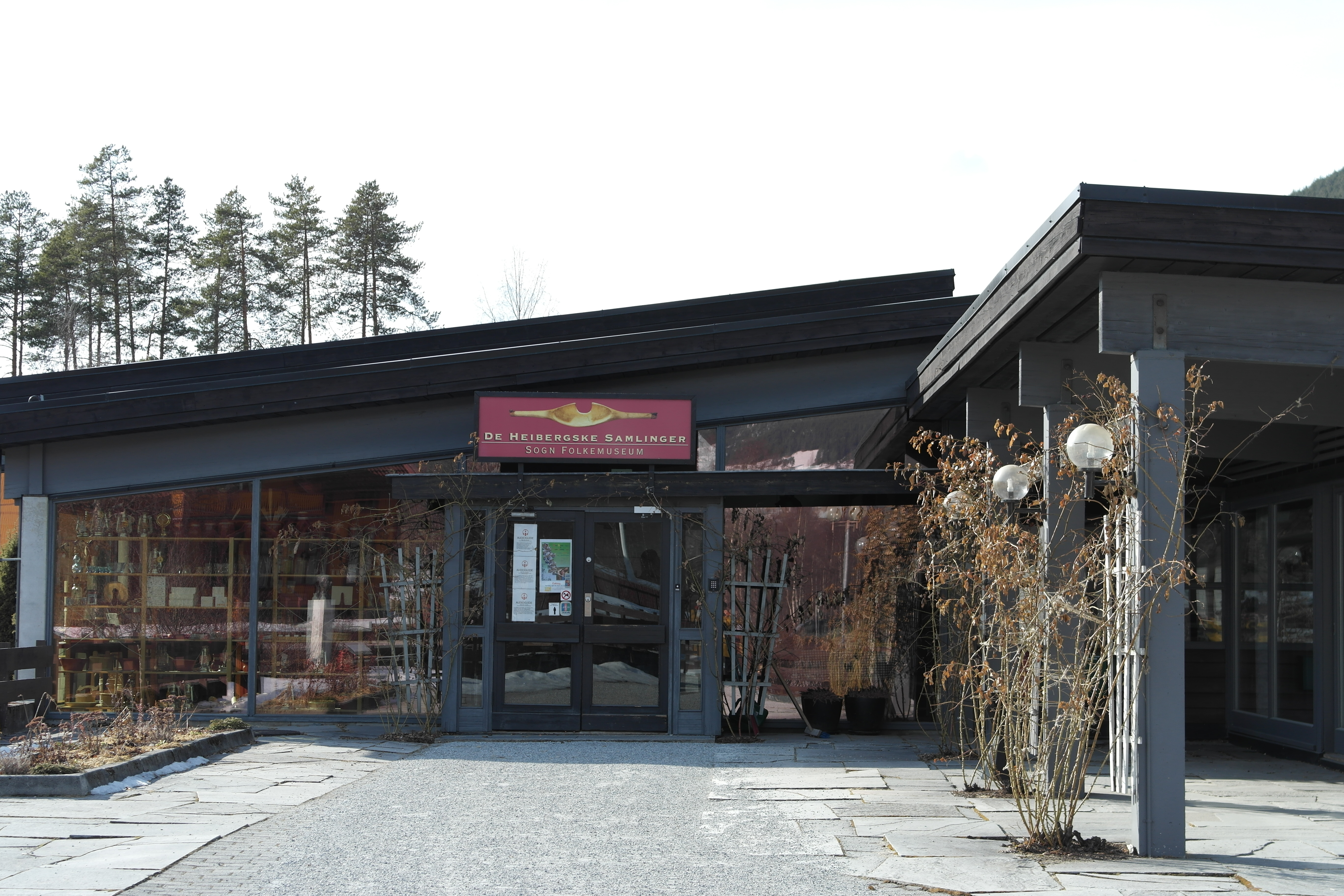
Museumseingang

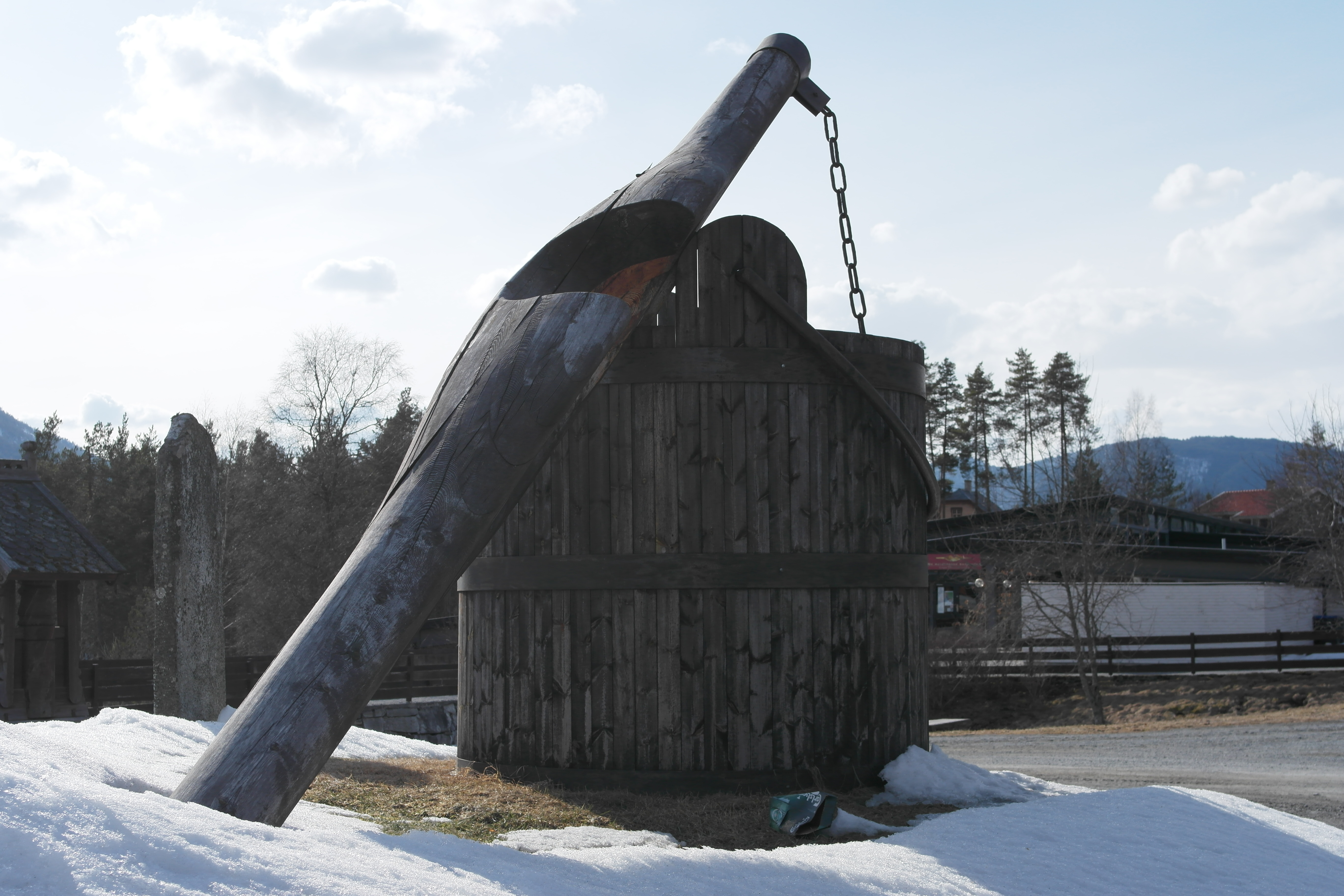

Das Museum De Heibergske Samlinger – Sogn Folkemuseum ist ein Volkskundemuseum mit einem Freilichtteil bei Kaupanger in Vestland am Sognefjord in Norwegen. Das 1907 eröffnete Museum ist eines der ältesten in Norwegen und zeigt das Leben in Sogn vom Mittelalter bis in die Gegenwart. Es zeigt in nahezu 40 Gebäuden die Spanne vom mittelalterlichen Rauchhaus bis zum Standardhaus der späten 1980er Jahre. Die Häuser zeigen den unterschiedlichen Wohlstand ihrer Bewohner vom Haus des Kleinbauerns bis zum Haus des Amtmanns. Im Museum gibt es einen in Betrieb befindlichen Bauernhof mit Pferd, Kühen, Schafen, Schweinen und Hühnern.